# Pau Preto
Fernando Malvão de Moraes (Belém, 11 de agosto de 1928 — Belém, 30 de outubro de 1990), mais conhecido como Pau Preto, foi um futebolista brasileiro que defendeu o Paysandu entre 1950 e 1966. Dentre seus gols, destaca-se o marcado em uma das mais famosas vitórias do clube, o 3–0 em amistoso contra o Peñarol em 1965, quando àquela altura era um dos mais veteranos em campo, tendo 37 anos na ocasião. Ao longo da trajetória, foi usado em diversas posições, sobretudo como como meia-direita, ponta-direita, lateral-direito e volante.

## Carreira

### Início
Pau Preto foi revelado pelo extinto Auto Club do Pará, no campeonato paraense de 1949, embora já houvesse participado também da edição anterior - chegando a marcar um gol sobre a campeã Tuna Luso, em derrota de 3-1. O apelidado "clube dos motorizados" era reconhecido como "Fantasma dos Grandes" exatamente por conseguir resultados satisfatórios em duelos contra as principais forças do certame; fundado precisamente em 1948, o Auto inclusive venceu o Torneio Início de 1949.
O primeiro gol de Pau Preto pelo Paysandu ocorreu em vitória amistosa por 4–1 justamente sobre o Auto Club, em 5 de março de 1950. Naquele ano, escalado como meia-direita, também marcou seus primeiros gols no clássico Re-Pa: abriu o placar em vitória por 3–0 em maio; em outubro, marcou em empate em 2–2, no que foi o 200º clássico da rivalidade, a acumular na época 75 vitórias alviazuis e 75 azulinas; e em novembro marcou em vitória por 3–1. Todas elas foram amistosas, sem impedir que o estadual daquele ano fosse vencido pelo rival Remo.
Na época, o "Papão" atravessou jejum de nove anos, desde 1947. A Tuna Luso venceu em em 1951, o Remo voltou a ganhar em 1952, 1953 e 1954 e a Tuna, em 1955. Nesse período, Pau Preto acumulou cinco gols no Re-Pa, todos amistosos: em empate em 3–3 em fevereiro de 1952, ano em que  dois em vitória por 4–2 em outubro de 1953; em vitória por 2–0 em outubro de 1954; e em derrota por 3–2 em fevereiro de 1955.

### Primeiros títulos

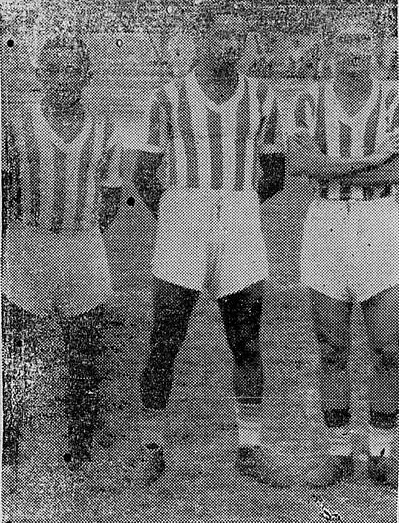
Em 1951, à esquerda, juntamente com Hélio e Sílvio.

O jejum do clube da Curuzu encerrou-se no 1956. No torneio, Pau Preto já atuou recuado, como lateral-direito titular na linha média formada com Natividade e Caim. Marcou dois gols na campanha, nas goleadas de 6–0 sobre o Armazenador e 6–2 no Pinheirense. Ao fim do ano, estreou pela seleção paraense, em empate em 1–1 com a seleção amapaense pelo Campeonato Brasileiro de Seleções Estaduais. Seriam ao todo sete jogos pela seleção do Pará, sempre como lateral-direito.
O Paysandu foi bicampeão em 1957 com Pau Preto normalmente titular como lateral-direito, mas atuando ocasionalmente também como meia-direita, como em um Re-Pa em que marcou no empate em 1–1 pela competição. Naquele ano, ele, na lateral, também participou do primeiro jogo de um time paraense no estádio do Maracanã (em jogo da própria seleção estadual em janeiro, derrotada por 6–0 pela carioca pelo Brasileiro) e em vitória por 3–0 sobre o Cerro Porteño, que possuía seis jogadores da seleção paraguaia e passara invicto contra os rivais bicolores Tuna (1–1) e Remo (2–1). Um dos paraguaios derrotados pelo elenco apelidado de "Demolidor de Cartazes" foi Cayetano Ré, que seria artilheiro do campeonato espanhol pelo Barcelona.
A Tuna foi a campeã de 1958, ano em que Pau Preto jogou pela última vez pela seleção paraense: foi em amistoso contra o Fluminense, que venceu por 4–0 no estádio da própria Tuna. O "Papão" recuperou o título no campeonato seguinte, em que Pau Preto marcou o único gol de um clássico com os tunantes. Nessa partida e na maior parte, continuou atuando na lateral, agora em linha média com Maurício e Caim. Já na reta final, foi usualmente escalado na ponta-direita.
Em 1960, o Remo voltou a ser campeão após seis anos, mas os três campeonatos seguintes seriam do Paysandu, que com eles ultrapassou o arquirrival e tornou-se o maior campeão paraense. Na campanha 1961, Pau Preto foi utilizado como uma alternativa na ponta-direita, com a linha média sendo ocupada por Mangaba, Maurício e Edílson. Jogou sobretudo a partir do fim do primeiro turno, marcando os dois gols de empate em 2–2 com o Avante, os dois em vitória por 2–0 no Re-Pa e outro em 4–0 na decisão do segundo turno, contra o surpreendente Júlio César.

### Final da carreira: reserva campeão e gol no Peñarol

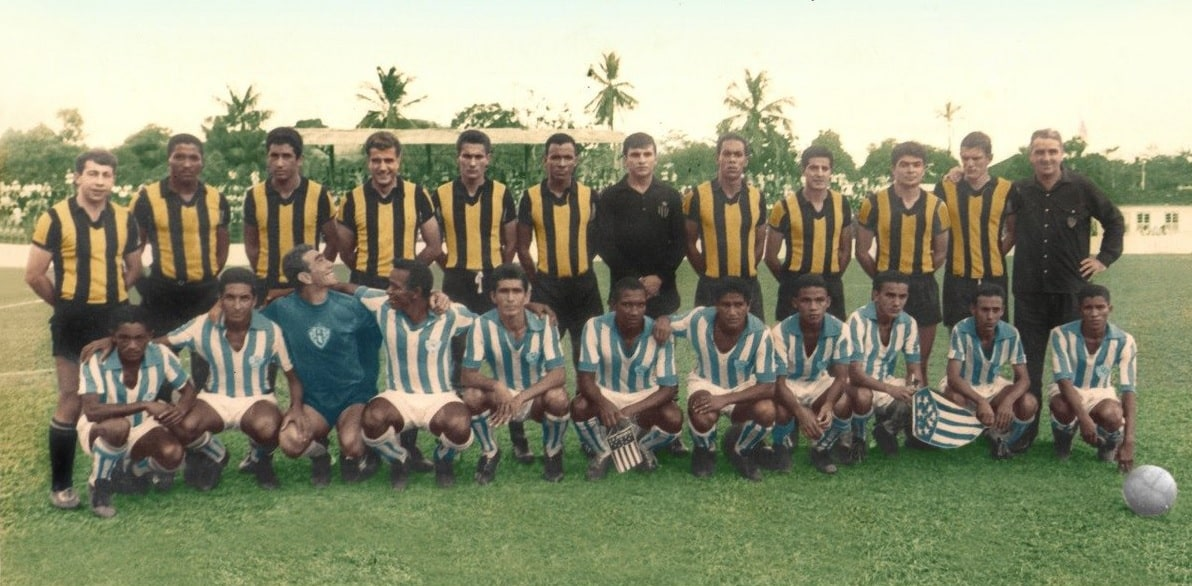
O Paysandu posando juntamente com o Peñarol. Pau Preto é o primeiro agachado, à frente do adversário Omar Caetano - que o elogiaria publicamente.

Já nos dois torneios seguintes, Pau Preto foi usado menos frequentemente. No de 1962, foi titular na ponta-direita no primeiro turno, perdendo no segundo a posição para a revelação Ércio, herói do título anterior.  No de 1963, Ércio passou à ponta-esquerda, mas a ponta-direita foi ocupada por Vila, contratado daquele Júlio César. O treinador Caim, ex-colega de Pau Preto na linha média, usou-o somente duas vezes, nas últimas partidas do primeiro turno: 2–1 no Re-Pa e 3–1 no Júlio César. 
O Remo foi o campeão de 1964, ano em que ocorreram onze Re-Pas. Pau Preto só foi usado no último, um amistoso em dezembro vencido por 2–0. Em janeiro do ano seguinte, o estadual válido por 1964 foi decidido no clássico, com o veterano voltando a se ausentar. O rival continuou a sorrir mais no primeiro semestre de 1965, vencendo em abril por 3–2 o amistoso da entrega das faixas, partida em que Pau Preto voltou a ser o ponta-direita alviazul. Ainda em maio, ele atuou em vitória amistosa por 1–0 no estádio rival. Mas em 1 de julho, em novo amistoso, os azulinos venceram por 3–0 em plena estreia do veterano Castilho como novo goleiro do "Papão".
Dezoito dias depois dessa derrota, porém o Paysandu conseguiu aplicar o mesmo placar sobre o Peñarol. O adversário era uma equipe das mais poderosas mundialmente na época, mantendo uma invencibilidade de treze partidas, com recentes vitórias contra brasileiros naquele ano sobre Santos (3–2, após derrota de 5–4, e 2–1, todos pela Taça Libertadores da América de 1965) e Fluminense (3–1 em amistoso no Maracanã).
Ao fim do primeiro tempo, porém, os paraenses já venciam por 2–0 os favoritos uruguaios, com gols de Ércio e Milton Dias; alguns veículos creditam a Pau Preto a assistência para o gol de Milton, aos 43 minutos. No segundo tempo, os aurinegros pressionavam para diminuir o placar, mas com Castilho passando a sobressair-se pelas defesas. Aos 37 minutos, então, Pau Preto assegurou a vitória, aproveitando lançamento de Milton Dias para, após driblar Luis Alberto Varela, ficar cara a cara com Ladislao Mazurkiewicz e marcar o terceiro gol de uma vitória que inspirou marchinha a ser mais popularizada como cântico da torcida do que o hino oficial.
Ainda houve tempo para Pau Preto ser substituído por Milton Marabá. O resultado repercutiu nacionalmente, inspirando crônica de Nelson Rodrigues para O Globo, sendo retratada também em outras mídias cariocas como o Jornal dos Sports e a Revista do Esporte - veículos que referiram-se a Pau Preto pelo nome "Fernando". A respeito do desempenho de Pau Preto, o adversário Omar Caetano comentou declarou-o como "bom, maneja muito bem a bola e sempre fugiu da marcação. Foi uma vitória justa".
Jogando ao lado de Paulo Malvão de Moraes, Pau Preto participou de quatro jogos do estadual daquele ano, ganho pelo "Papão". Foi escalado em dupla de volantes com o cérebro Quarentinha, atuando em quatro partidas de julho a setembro: as goleadas de 5–1 no Combatentes e de 8–0 no Avante e as vitórias nos clássicos com Remo (1–0) e com a Tuna, um 2–1 que rendeu o título do primeiro turno. O torneio pausou-se então por um mês e no returno o veterano já não foi usado pelo treinador uruguaio Juan Álvarez.
Pau Preto ainda defendeu o clube no início de 1966, marcando gols em amistosos com Tuna (derrota de 3–2, em janeiro) e Sampaio Corrêa (4–0, em março), mas não chegou a participar do estadual daquele ano.

## Pós carreira
Em março de 1968, Fernando Malvão de Moraes passou a trabalhar na seção paraense do Ministério da Educação, como motorista. Foi aposentado em setembro de 1984. Faleceu em 30 de outubro de 1990, deixando viúva e seis filhos concebidos com outra companheira. Houve homenagem póstuma a ele em novo encontro de Paysandu e Peñarol, derrotado por 4-0 pelos paraenses em 1992.

## Títulos

### Auto Club
- Torneio Início do futebol paraense: 1949 [10]

### Paysandu
- Campeonato Paraense: 1956, 1957, 1959, 1961, 1962, 1963 e 1965.